# Le Passage (Isèra)
Le Passage és un municipi francès situat al departament de la Isèra i a la regió d'Alvèrnia-Roine-Alps. L'any 2007 tenia 750 habitants.

## Demografia

### Població
El 2007 la població de fet de Le Passage era de 750 persones. Hi havia 277 famílies de les quals 46 eren unipersonals (17 homes vivint sols i 29 dones vivint soles), 103 parelles sense fills, 120 parelles amb fills i 8 famílies monoparentals amb fills.
La població ha evolucionat segons el següent gràfic:
Habitants censats

### Habitatges
El 2007 hi havia 335 habitatges, 273 eren l'habitatge principal de la família, 49 eren segones residències i 13 estaven desocupats. 329 eren cases i 5 eren apartaments. Dels 273 habitatges principals, 249 estaven ocupats pels seus propietaris, 22 estaven llogats i ocupats pels llogaters i 3 estaven cedits a títol gratuït; 1 tenia una cambra, 5 en tenien dues, 18 en tenien tres, 62 en tenien quatre i 188 en tenien cinc o més. 222 habitatges disposaven pel capbaix d'una plaça de pàrquing. A 104 habitatges hi havia un automòbil i a 151 n'hi havia dos o més.

### Piràmide de població
La piràmide de població per edats i sexe el 2009 era:
| Homes | Edats   | Dones |
| ----- | ------- | ----- |
| 0     | 95 o +  | 0     |
| 0     | 90 a 94 | 8     |
| 0     | 85 a 89 | 0     |
| 0     | 80 a 84 | 4     |
| 0     | 75 a 79 | 16    |
| 8     | 70 a 74 | 12    |
| 24    | 65 a 69 | 28    |
| 16    | 60 a 64 | 16    |
| 24    | 55 a 59 | 20    |
| 20    | 50 a 54 | 20    |
| 20    | 45 a 49 | 16    |
| 12    | 40 a 44 | 20    |
| 28    | 35 a 39 | 36    |
| 28    | 30 a 34 | 16    |
| 20    | 25 a 29 | 28    |
| 16    | 20 a 24 | 16    |
| 12    | 15 a 19 | 24    |
| 36    | 10 a 14 | 20    |
| 32    | 5 a 9   | 28    |
| 16    | 0 a 4   | 24    |

## Economia
El 2007 la població en edat de treballar era de 473 persones, 341 eren actives i 132 eren inactives. De les 341 persones actives 319 estaven ocupades (177 homes i 142 dones) i 21 estaven aturades (3 homes i 18 dones). De les 132 persones inactives 51 estaven jubilades, 51 estaven estudiant i 30 estaven classificades com a «altres inactius».

### Ingressos
El 2009 a Le Passage hi havia 285 unitats fiscals que integraven 791,5 persones, la mediana anual d'ingressos fiscals per persona era de 20.088 €.

### Activitats econòmiques
Dels 36 establiments que hi havia el 2007, 1 era d'una empresa extractiva, 5 d'empreses de fabricació d'altres productes industrials, 12 d'empreses de construcció, 3 d'empreses de comerç i reparació d'automòbils, 2 d'empreses de transport, 2 d'empreses d'hostatgeria i restauració, 1 d'una empresa financera, 1 d'una empresa immobiliària, 5 d'empreses de serveis, 1 d'una entitat de l'administració pública i 3 d'empreses classificades com a «altres activitats de serveis».
Dels 14 establiments de servei als particulars que hi havia el 2009, 2 eren tallers de reparació d'automòbils i de material agrícola, 1 paleta, 1 guixaire pintor, 4 fusteries, 1 lampisteria, 2 electricistes, 1 perruqueria i 2 restaurants.
L'any 2000 a Le Passage hi havia 16 explotacions agrícoles que ocupaven un total de 300 hectàrees.

## Equipaments sanitaris i escolars
El 2009 hi havia una escola elemental.

## Poblacions més properes
El següent diagrama mostra les poblacions més properes.